# نیوبربروگ
نیوبربروگ (به هلندی: Weijpoort) یک منطقهٔ مسکونی در هلند است که در بوده‌خرافن-ریوویک واقع شده‌است. نیوبربروگ ۱٬۳۷۰ نفر جمعیت دارد.